# MILK・ジャンキー2
『MILK・ジャンキー2』（ミルク ジャンキー2）は、ブルゲ ON DEMANDから2004年5月21日に発売された18禁アドベンチャーゲーム。

## ストーリー
頌英国際学園3年生の主人公・桜井渉は父親と一戸建ての家に暮らしていたが、父の単身赴任で一人暮らしとなった矢先、隣のアパートに幼馴染の姉妹が引っ越してくる。

## キャラクター
桜井渉（さくらい わたる）
声：高嶺悠賀（アダルトアニメ版のみ）
本作の主人公。頌英国際学園3年D組。前作の主人公である水沢優介とは友人。父親の単身赴任とともに隣のアパートへ房野姉妹が引っ越してきてから、生活が一変する。
自他共に認める巨乳好き。
房野文恵（ふさの ふみえ）
声：紫苑みやび / 柚木かなめ（アダルトアニメ版）
24歳。頌英学園3年D組の担任であり、幼い頃の主人公の母親代わりでもあった。酒乱。
大きな乳房が特徴であり、作中で渉が「瓜のようにズドンと突き出したロケット・オッパイ」と表現している。極度の性的快感で母乳が出る体質で、左側の乳房の内側上部に黒子がある。
渉のことは昔から恋愛感情もあって可愛がっていたが、奥手で臆病な性格が災いして踏み出せずにいた。渉と結ばれ肉体関係を築いて以降は、授業中に渉の肩に爆乳を押し当てる等の誘惑を仕掛け、更に教室でパイズリをした事がきっかけで、放課後に渉を呼び止めて教室でパイズリを敢行し連続で射精させる程のパイズリ好きとなる。
文恵ルートでは渉と結婚し、バストサイズも成長した。
房野友香（ふさの ともか）
声：大波こなみ / 紫華すみれ（アダルトアニメ版）
21歳。文恵の妹で、芦原女子大学に通う大学3年生。文恵とともに幼少時代の主人公の遊び相手となっていた。渉の父が海外転勤となり不安に感じた為、依頼を受けて渉の家庭教師となる。こちらも大きな乳房を特徴としており、友香ルートではパフパフで渉を窒息寸前まで追いやっている。また文恵と同じく極度の性的快感で母乳が出る体質。中学時代は貧乳で、渉を胸に抱きしめ甘えさせていた文恵を羨んでいたが、渉と別れてから急速に発育した。
臆病で奥手な文恵とは対照的に、テストのご褒美としてバストを見せつけ触らせる、背中にバストを押し付ける等、家庭教師の二人きりの時間を利用して積極的に渉に迫る。
パイズリのテクニックに長けており、また友香本人も極度のパイズリ好き。渉とのセックスでは、パイズリで渉を一方的かつ連続で射精させることを何よりも好む。
友香ルートではGカップの爆乳に成長した。
アダルトアニメ版
原作同様渉に積極的に迫り、生のバストを見せつけ触らせた後、パイズリで射精へと導き、そのまま筆下ろしの相手となる。

## スタッフ
- 原画：辰浪要徳
- シナリオ：鏡裕之

## OVA版
2005年から2006年にかけて『MILK・ジャンキー 姉妹編』のタイトルでミルキーレーベルにおいてOVA化された（アダルトアニメ）。なお、3巻からは舞台をアメリカに移したオリジナルストーリーとなり、オリジナルヒロインの「レナ」が登場する。
- MILK・ジャンキー 姉妹編 ボリューム1（2005年3月25日発売）
- MILK・ジャンキー 姉妹編 ボリューム2（2005年6月25日発売）
- MILK・ジャンキー 姉妹編 ボリューム3（2006年8月25日発売）
- MILK・ジャンキー 姉妹編 ボリューム4（2006年11月25日発売）
- MILK・ジャンキー 姉妹編 the best（2008年3月25日発売）